# Karel Vacek
Karel Vacek (Praga, 9 settembre 2000) è un ex ciclista su strada ceco, attivo in squadre UCI dal 2019 al 2024, nel 2023 si è piazzato secondo nella tappa di Campo Imperatore al Giro d'Italia.
È fratello maggiore di Mathias Vacek, anch'egli ciclista.

## Palmarès
- 2017 (Juniores)

3ª tappa Corsa della Pace Juniores (Teplice > Altenberg)
- 2018 (Juniores)

Trofeo Città di Loano
3ª tappa Corsa della Pace Juniores (Teplice > Altenberg)
Campionati cechi, Prova a cronometro Junior
1ª tappa, 2ª semitappa Giro della Lunigiana (Castelnuovo Magra > Castelnuovo Magra, cronometro)
3ª tappa Giro della Lunigiana (Casette > Casette)

### Altri successi
- 2017 (Juniores)

Classifica giovani Corsa della Pace Juniores

## Piazzamenti

### Grandi Giri
- Giro d'Italia

2023: 83º

### Classiche monumento
- Giro di Lombardia

2021: ritirato

### Competizioni mondiali
- Campionati del mondo

Bergen 2017 - In linea Junior: 69º
Innsbruck 2018 - In linea Junior: 12º
- Giochi olimpici

Parigi 2024 - In linea: 14º

### Competizioni continentali
- Campionati europei

Zlín 2018 - In linea Junior: 5º
Anadia 2022 - In linea Under-23: 92º